# 안도라 축구 국가대표팀
안도라 축구 국가대표팀(카탈루냐어: Selecció de futbol d'Andorra)은 안도라를 대표하는 축구 국가대표팀으로 안도라 축구 연맹에서 관리하고 있으며 리히텐슈타인, 산마리노 등과 함께 유럽 축구에서 전력이 크게 떨어지는 최약체로 평가되고 있는 팀들 가운데 하나다. 1996년 11월 13일 1-6으로 대패했던 에스토니아와의 친선 홈 경기에서 국제 A매치 데뷔전을 치렀으며 현재 에스타디 나시오날을 홈 구장으로 사용하고 있다.

## 국제 대회 경력

### FIFA 월드컵
2022년 FIFA 월드컵 유럽 지역 예선 I조에서 같은 최약체팀인 산마리노와의 2번의 맞대결을 모두 승리로 장식하며 2승 8패·6팀 중 5위라는 안도라 축구 역사상 월드컵 유럽 지역 예선 최고 성적과 더불어 월드컵 유럽 지역 예선 조 탈꼴찌에도 성공하는 기염을 토했다.

### UEFA 유럽 축구 선수권 대회
몰도바와의 UEFA 유로 2020 예선 H조 7차전 홈 경기에서 1-0 승리를 거두며 유로 대회 예선 56연패 끝에 사상 첫 승과 함께 승점 3점을 획득하는 기쁨을 맛본 뒤 알바니아와의 9차전 원정 경기에서도 승점 1점을 추가로 획득하며 유로 대회 예선 출전 20년만에 처음으로 조 탈꼴찌에 성공하는 겹경사까지 맞이했다.

### UEFA 네이션스리그

#### 2018-19 리그 D
네이션스리그 첫 시즌 리그 D에 편입된 뒤 조지아, 라트비아, 카자흐스탄과 함께 1조에 편성되어 6경기에서 4무 2패·조 최하위에 머물렀다. 다만 비록 승리는 없었지만 카자흐스탄과 조지아를 상대로 각각 1번씩 비겼고 라트비아를 상대로는 2번의 무승부를 거두며 승점 4점을 획득하는 등 나름 선전하는 모습을 보여주었다.

#### 2020-21 리그 D
전 시즌에 이어 리그 D에 편입된 안도라는 A조에서 라트비아, 페로 제도, 몰타를 상대로 6경기에서 2무 4패를 기록하며 2시즌 연속 승점 획득에는 성공했으나 네이션스리그 첫 승에는 또 다시 실패했다.

#### 2022-23 리그 D
2022-23 시즌에서도 리그 D에서 시작한 안도라는 라트비아, 리히텐슈타인, 몰도바와 1조에 편성되어 2승 2무 2패·승점 8점으로 안도라 축구 역사상 국제 대회 역대 최고 성적을 거두었으며 특히 리히텐슈타인을 상대로만 2연승을 거두었다.

## FIFA 월드컵 (본선)
| 년도   | 결과      | 순위      | 경기      | 승        | 무*       | 패        | 득점      | 실점      | 승점      |
| ------ | --------- | --------- | --------- | --------- | --------- | --------- | --------- | --------- | --------- |
| 1930년 | 없음      | 없음      | 없음      | 없음      | 없음      | 없음      | 없음      | 없음      | 없음      |
| 1934년 | 없음      | 없음      | 없음      | 없음      | 없음      | 없음      | 없음      | 없음      | 없음      |
| 1938년 | 없음      | 없음      | 없음      | 없음      | 없음      | 없음      | 없음      | 없음      | 없음      |
| 1950년 | 없음      | 없음      | 없음      | 없음      | 없음      | 없음      | 없음      | 없음      | 없음      |
| 1954년 | 없음      | 없음      | 없음      | 없음      | 없음      | 없음      | 없음      | 없음      | 없음      |
| 1958년 | 없음      | 없음      | 없음      | 없음      | 없음      | 없음      | 없음      | 없음      | 없음      |
| 1962년 | 없음      | 없음      | 없음      | 없음      | 없음      | 없음      | 없음      | 없음      | 없음      |
| 1966년 | 없음      | 없음      | 없음      | 없음      | 없음      | 없음      | 없음      | 없음      | 없음      |
| 1970년 | 없음      | 없음      | 없음      | 없음      | 없음      | 없음      | 없음      | 없음      | 없음      |
| 1974년 | 없음      | 없음      | 없음      | 없음      | 없음      | 없음      | 없음      | 없음      | 없음      |
| 1978년 | 없음      | 없음      | 없음      | 없음      | 없음      | 없음      | 없음      | 없음      | 없음      |
| 1982년 | 없음      | 없음      | 없음      | 없음      | 없음      | 없음      | 없음      | 없음      | 없음      |
| 1986년 | 없음      | 없음      | 없음      | 없음      | 없음      | 없음      | 없음      | 없음      | 없음      |
| 1990년 | 없음      | 없음      | 없음      | 없음      | 없음      | 없음      | 없음      | 없음      | 없음      |
| 1994년 | 없음      | 없음      | 없음      | 없음      | 없음      | 없음      | 없음      | 없음      | 없음      |
| 1998년 | 비회원국  | 비회원국  | 비회원국  | 비회원국  | 비회원국  | 비회원국  | 비회원국  | 비회원국  | 비회원국  |
| 2002년 | 예선 탈락 | 예선 탈락 | 예선 탈락 | 예선 탈락 | 예선 탈락 | 예선 탈락 | 예선 탈락 | 예선 탈락 | 예선 탈락 |
| 2006년 | 예선 탈락 | 예선 탈락 | 예선 탈락 | 예선 탈락 | 예선 탈락 | 예선 탈락 | 예선 탈락 | 예선 탈락 | 예선 탈락 |
| 2010년 | 예선 탈락 | 예선 탈락 | 예선 탈락 | 예선 탈락 | 예선 탈락 | 예선 탈락 | 예선 탈락 | 예선 탈락 | 예선 탈락 |
| 2014년 | 예선 탈락 | 예선 탈락 | 예선 탈락 | 예선 탈락 | 예선 탈락 | 예선 탈락 | 예선 탈락 | 예선 탈락 | 예선 탈락 |
| 2018년 | 예선 탈락 | 예선 탈락 | 예선 탈락 | 예선 탈락 | 예선 탈락 | 예선 탈락 | 예선 탈락 | 예선 탈락 | 예선 탈락 |
| 합계   |           |           |           |           |           |           |           |           |           |

## FIFA 월드컵 (예선)
| 1930년 | 없음                                      | 없음                                      | 없음                                      | 없음                                      | 없음                                      | 없음                                      | 없음                                      |                                           |                                           |
| 1934년 | 없음                                      | 없음                                      | 없음                                      | 없음                                      | 없음                                      | 없음                                      | 없음                                      |                                           |                                           |
| 1938년 | 없음                                      | 없음                                      | 없음                                      | 없음                                      | 없음                                      | 없음                                      | 없음                                      |                                           |                                           |
| 1950년 | 없음                                      | 없음                                      | 없음                                      | 없음                                      | 없음                                      | 없음                                      | 없음                                      |                                           |                                           |
| 1954년 | 없음                                      | 없음                                      | 없음                                      | 없음                                      | 없음                                      | 없음                                      | 없음                                      |                                           |                                           |
| 1958년 | 없음                                      | 없음                                      | 없음                                      | 없음                                      | 없음                                      | 없음                                      | 없음                                      |                                           |                                           |
| 1962년 | 없음                                      | 없음                                      | 없음                                      | 없음                                      | 없음                                      | 없음                                      | 없음                                      |                                           |                                           |
| 1966년 | 없음                                      | 없음                                      | 없음                                      | 없음                                      | 없음                                      | 없음                                      | 없음                                      |                                           |                                           |
| 1970년 | 없음                                      | 없음                                      | 없음                                      | 없음                                      | 없음                                      | 없음                                      | 없음                                      |                                           |                                           |
| 1974년 | 없음                                      | 없음                                      | 없음                                      | 없음                                      | 없음                                      | 없음                                      | 없음                                      |                                           |                                           |
| 1978년 | 없음                                      | 없음                                      | 없음                                      | 없음                                      | 없음                                      | 없음                                      | 없음                                      |                                           |                                           |
| 1982년 | 없음                                      | 없음                                      | 없음                                      | 없음                                      | 없음                                      | 없음                                      | 없음                                      |                                           |                                           |
| 1986년 | 없음                                      | 없음                                      | 없음                                      | 없음                                      | 없음                                      | 없음                                      | 없음                                      |                                           |                                           |
| 1990년 | 없음                                      | 없음                                      | 없음                                      | 없음                                      | 없음                                      | 없음                                      | 없음                                      |                                           |                                           |
| 1994년 | 없음                                      | 없음                                      | 없음                                      | 없음                                      | 없음                                      | 없음                                      | 없음                                      |                                           |                                           |
| 1998년 | 비회원국                                  | 비회원국                                  | 비회원국                                  | 비회원국                                  | 비회원국                                  | 비회원국                                  | 비회원국                                  |                                           |                                           |
| 2002년 | 10                                        | 0                                         | 0                                         | 10                                        | 5                                         | 36                                        | 0                                         |                                           |                                           |
| 2006년 | 12                                        | 1                                         | 2                                         | 9                                         | 4                                         | 34                                        | 5                                         |                                           |                                           |
| 2010년 | 10                                        | 0                                         | 0                                         | 10                                        | 3                                         | 39                                        | 0                                         |                                           |                                           |
| 2014년 | 10                                        | 0                                         | 0                                         | 10                                        | 0                                         | 30                                        | 0                                         |                                           |                                           |
| 2018년 | 10                                        | 1                                         | 1                                         | 8                                         | 2                                         | 23                                        | 4                                         |                                           |                                           |
| 합계   | 52                                        | 2                                         | 3                                         | 47                                        | 14                                        | 162                                       | 9                                         |                                           |                                           |
| 순위   | 월드컵 예선 승점 순위 : 188위 (유럽 53위) | 월드컵 예선 승점 순위 : 188위 (유럽 53위) | 월드컵 예선 승점 순위 : 188위 (유럽 53위) | 월드컵 예선 승점 순위 : 188위 (유럽 53위) | 월드컵 예선 승점 순위 : 188위 (유럽 53위) | 월드컵 예선 승점 순위 : 188위 (유럽 53위) | 월드컵 예선 승점 순위 : 188위 (유럽 53위) | 월드컵 예선 승점 순위 : 188위 (유럽 53위) | 월드컵 예선 승점 순위 : 188위 (유럽 53위) |

## UEFA 유럽 축구 선수권 대회
- 1960년 ~ 1996년 - 미가입
- 2000년 ~ 2020년 - 예선 탈락

### UEFA 유럽 축구 선수권 대회 (예선)
| 1960년 | 없음                       | 없음                       | 없음                       | 없음                       | 없음                       | 없음                       | 없음                       |                            |                            |
| 1964년 | 없음                       | 없음                       | 없음                       | 없음                       | 없음                       | 없음                       | 없음                       |                            |                            |
| 1968년 | 없음                       | 없음                       | 없음                       | 없음                       | 없음                       | 없음                       | 없음                       |                            |                            |
| 1972년 | 없음                       | 없음                       | 없음                       | 없음                       | 없음                       | 없음                       | 없음                       |                            |                            |
| 1976년 | 없음                       | 없음                       | 없음                       | 없음                       | 없음                       | 없음                       | 없음                       |                            |                            |
| 1980년 | 없음                       | 없음                       | 없음                       | 없음                       | 없음                       | 없음                       | 없음                       |                            |                            |
| 1984년 | 없음                       | 없음                       | 없음                       | 없음                       | 없음                       | 없음                       | 없음                       |                            |                            |
| 1988년 | 없음                       | 없음                       | 없음                       | 없음                       | 없음                       | 없음                       | 없음                       |                            |                            |
| 1992년 | 없음                       | 없음                       | 없음                       | 없음                       | 없음                       | 없음                       | 없음                       |                            |                            |
| 1996년 | 비회원국                   | 비회원국                   | 비회원국                   | 비회원국                   | 비회원국                   | 비회원국                   | 비회원국                   |                            |                            |
| 2000년 | 10                         | 0                          | 0                          | 10                         | 3                          | 28                         | 0                          |                            |                            |
| 2004년 | 8                          | 0                          | 0                          | 8                          | 1                          | 18                         | 0                          |                            |                            |
| 2008년 | 12                         | 0                          | 0                          | 12                         | 2                          | 42                         | 0                          |                            |                            |
| 2012년 | 10                         | 0                          | 0                          | 10                         | 1                          | 25                         | 0                          |                            |                            |
| 2016년 | 10                         | 0                          | 0                          | 10                         | 4                          | 36                         | 0                          |                            |                            |
| 2020년 | 10                         | 1                          | 1                          | 8                          | 3                          | 20                         | 4                          |                            |                            |
| 합계   | 60                         | 1                          | 1                          | 58                         | 14                         | 169                        | 4                          |                            |                            |
| 순위   | 유로 예선 승점 순위 : 55위 | 유로 예선 승점 순위 : 55위 | 유로 예선 승점 순위 : 55위 | 유로 예선 승점 순위 : 55위 | 유로 예선 승점 순위 : 55위 | 유로 예선 승점 순위 : 55위 | 유로 예선 승점 순위 : 55위 | 유로 예선 승점 순위 : 55위 | 유로 예선 승점 순위 : 55위 |

## 선수 명단
다음은 2019년 9월 10일 프랑스와의 UEFA 유로 2020 예선에 출전한 선수들이다.
- 골키퍼
  - 호세프 고메스
  - 프란시스코 피레스

- 수비수
  - 에밀리 가르시아
  - 일데폰스 리마
  - 모이세스 산 니콜라스
  - 호안 세르보스
  - 투수스 루비오
  - 막스 요베라
  - 마르크 가르시아
  - 호르디 루비오

- 미드필더
  - 크리스티안 마르티네스
  - 마르크 발레스
  - 마르크 레베스
  - 마르시오 비에이라
  - 루도비크 클레멘테
  - 세르히 모레노
  - 마르크 페레
  - 세바스 고메스
  - 빅토르 로드리게스

- 공격수
  - 알렉스 마르티네스
  - 아론 산체스
  - 호르디 알라에스